# François Bott

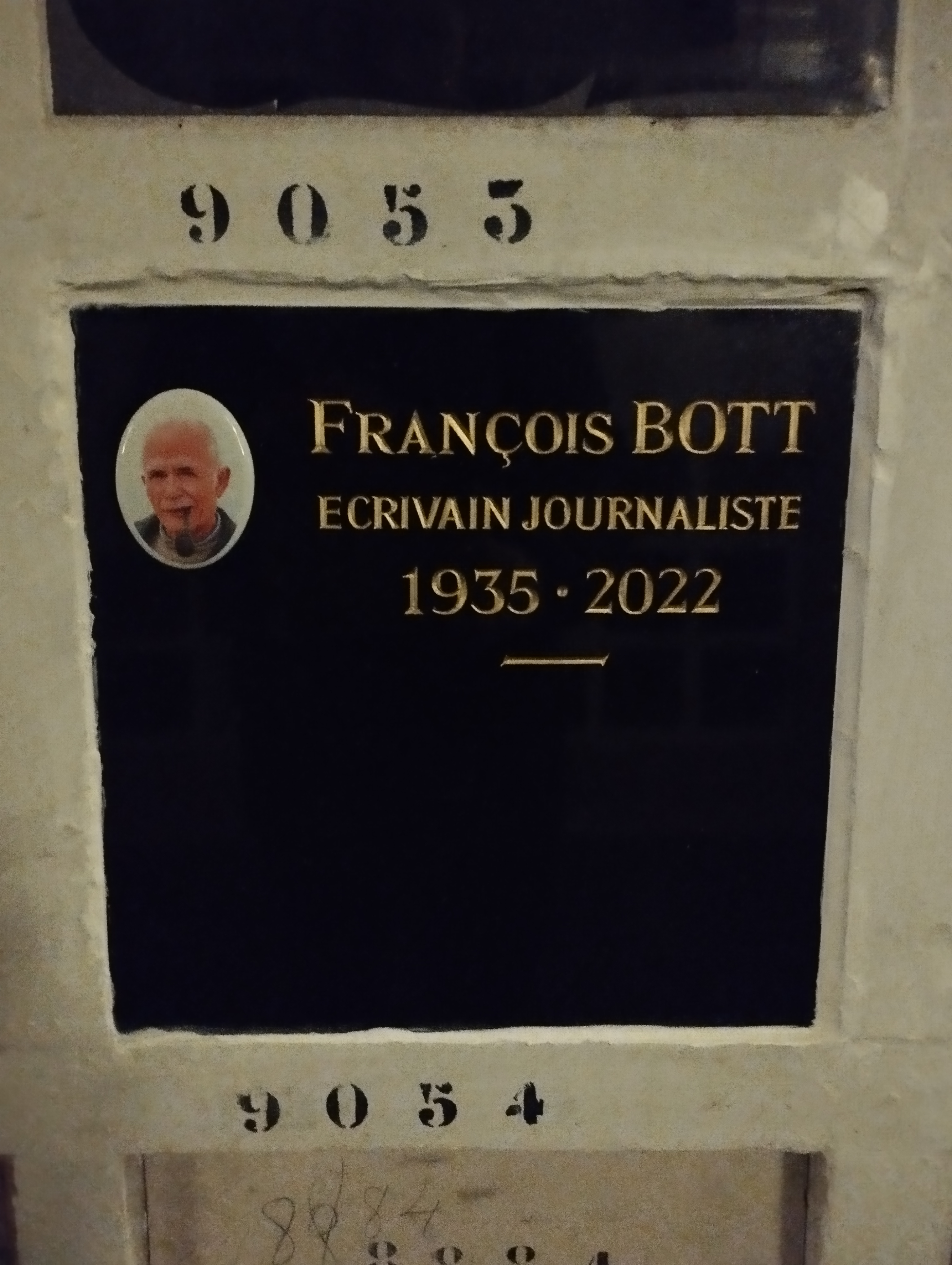
Grab von François Bott

François Bott (* 26. Juni 1935 in Laon; † 22. September 2022 in Paris) war ein französischer Schriftsteller und Literaturkritiker.

## Leben
François Bott begann als Journalist der Tageszeitung France Soir. Er leitete den Literaturteil der Wochenzeitung L’Express und schrieb ab 1968 für den Literaturteil der Tageszeitung Le Monde, später auch leitend. Ab 1988 publizierte er Romane, Erzählungen und umfangreich Literaturkritik, daneben Essays, Aphorismen und Erinnerungen.
2001 erhielt er den Prix de la nouvelle der Académie française.

## Werke (Auswahl)